# دیوگنس لارا

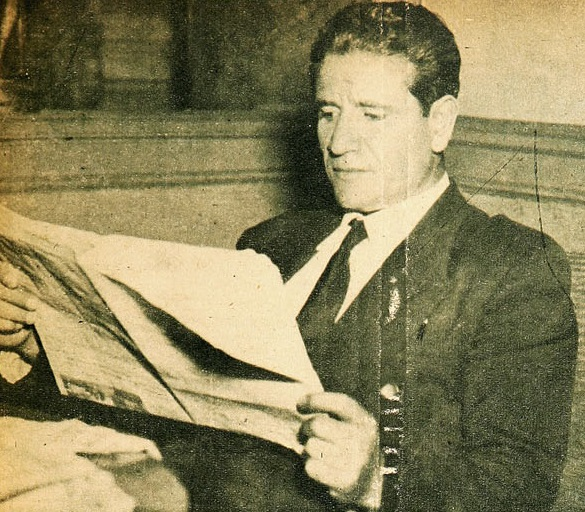
دیوگنس لارا - ۱۹۴۶

دیوگنس لارا (انگلیسی: Diógenes Lara؛ ۶ آوریل ۱۹۰۳ – ۱۹۷۱ (۶۷−۶۸ سال)) یک بازیکن فوتبال اهل بولیوی بود.
وی همچنین در تیم ملی فوتبال بولیوی بازی کرده‌است.